# Phá Venezia
Phá Venezia (tiếng Ý: Laguna di Venezia; tiếng Veneto: Łaguna de Venesia) là một vịnh kín nằm bên biển Adriatic, ở Ý, sát nơi mà thành phố Venezia tọa lạc. 

## Vị trí

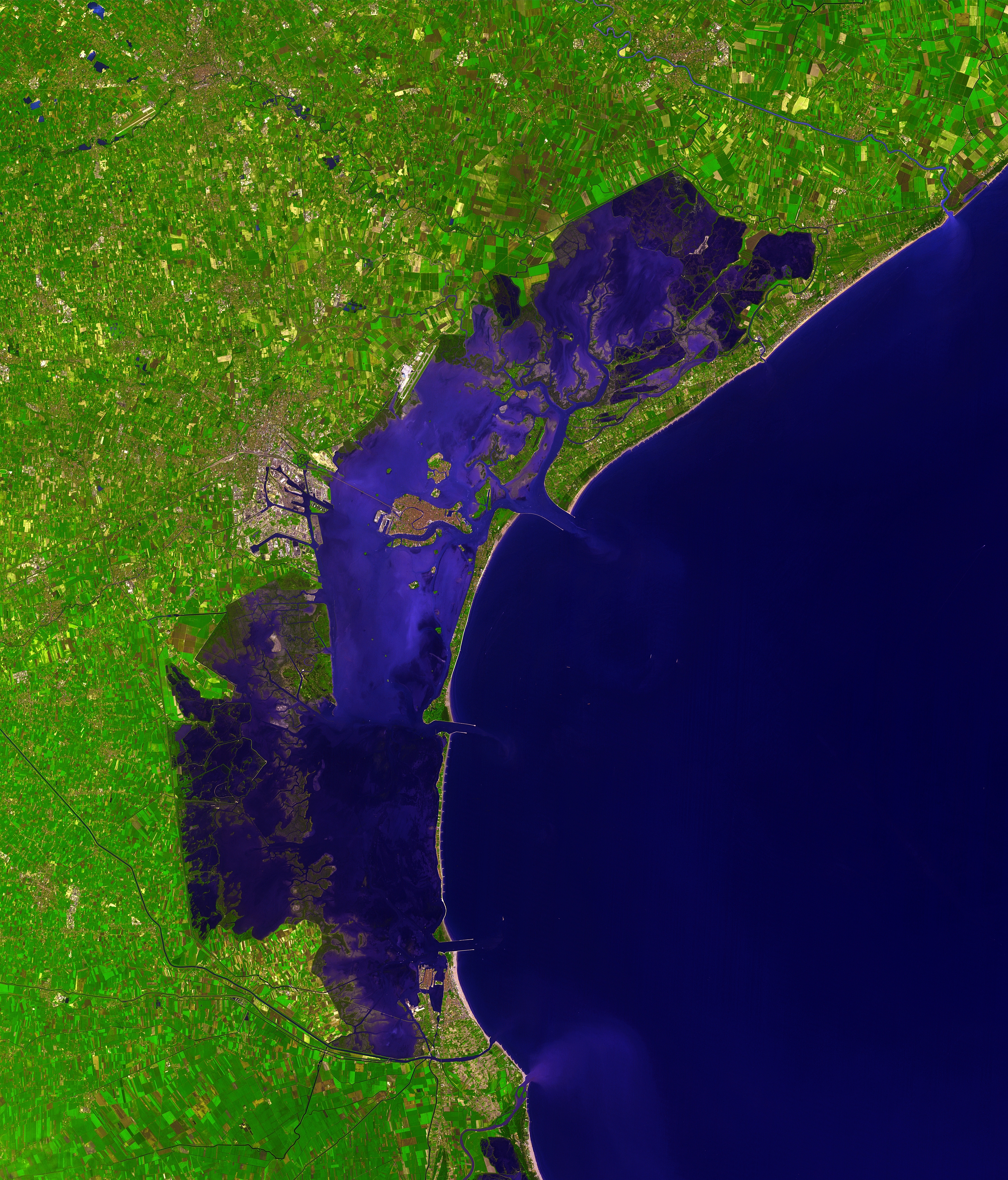
Phá Venezia

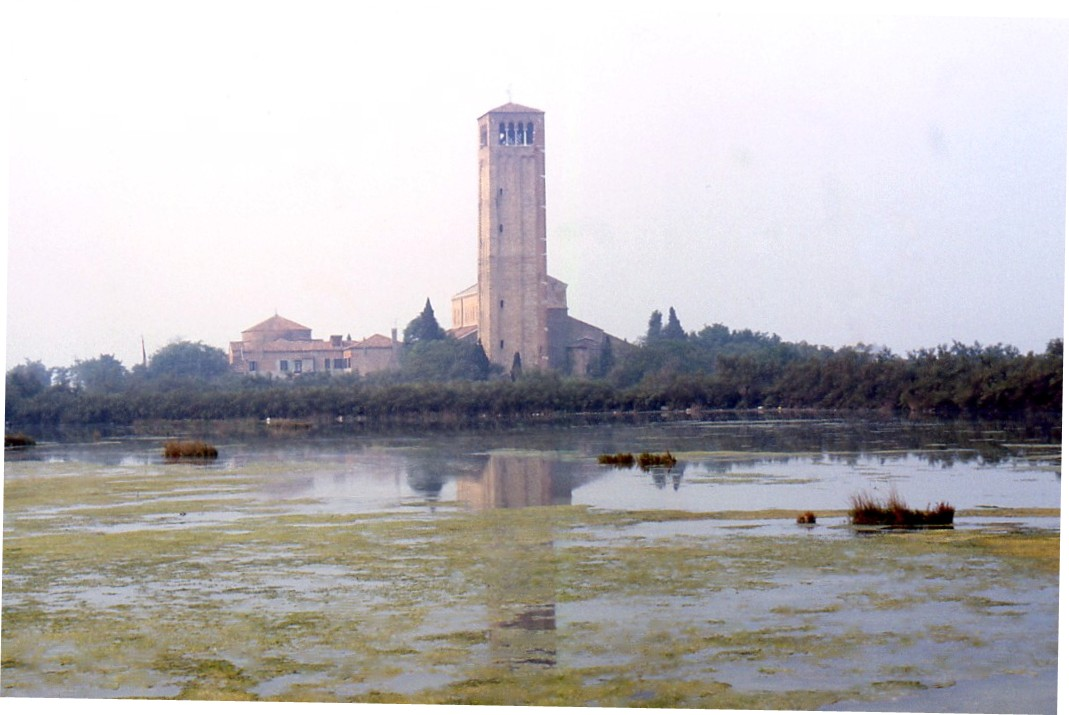
Đảo Torcello khi triều xuống

Phá Venezia kéo dài từ sông Sile ở phía bắc đến Brenta ở phía nam, với diện tích bề mặt chừng 550 kilômét vuông (212 dặm vuông Anh). Khoảng 8% diện tích phá là đất nổi, gồm một phần thành phố Venezia cùng nhiều đảo nhỏ. Chừng 11% diện tích phá luôn ngập nước, còn 80% là bãi bùn, bãi triều và đầm muối. Đây là vùng ngập nước lớn nhất vùng Địa Trung Hải.